# Aspasium
× Aspasium (abreviado Aspsm) es un híbrido intergenérico entre los géneros de orquídeas Aspasia x Oncidium.